# دلاراما
دلاراما (انگلیسی: Dollarama) شرکت خرده‌فروشی کانادایی است، که در سال ۱۹۹۲ توسط نیل روسی تأسیس شد.